# Lhok Dalam (Darul Ihsan)
Lhok Dalam is een bestuurslaag in het regentschap Aceh Timur van de provincie Atjeh, Indonesië. Lhok Dalam telt 364 inwoners (volkstelling 2010).